# Rodrigo García (ator)
Rodrigo García Jatobá (Recife, 15 de junho de 1983) é um ator brasileiro.
Ficou conhecido por seu papel no filme Tatuagem, que lhe rendeu prêmios como o Troféu Redentor de Melhor Ator Coadjuvante no Festival do Rio e o Troféu APCA de Melhor Ator.

## Biografia
Rodrigo García Jatobá nasceu na cidade do Recife, capital do estado brasileiro de Pernambuco, em 15 de junho de 1983. Após formar-se em um curso de teatro, decidiu prosseguir com a sua formação e foi estudar em Liverpool, na Inglaterra, onde fez bacharelado e se graduou como ator no Liverpool Institute for Performing Arts. 
Em 2008, quando retornou à capital pernambucana, começou a atuar profissionalmente em teatro e cinema.
Em 2024, esteve na novela das 19h Volta por Cima, na TV Globo, como o contraventor Renato Castilho, conhecido como Baixinho e herdeiro de Violeta (Isabel Teixeira). Após o término da novela, pôde ser visto em Guerreiros do Sol, trama da plataforma Globoplay onde vive o cangaceiro Hildebrando.

## Filmografia

### Televisão
| Ano  | Título                                             | Personagem                 | Notas                                                  |
| ---- | -------------------------------------------------- | -------------------------- | ------------------------------------------------------ |
| 2015 | O Hipnotizador                                     | Luiz                       | Episódios: "O Colecionador de Dias" e "A Fita Amarela" |
| 2015 | Psi                                                | Dr. João Miguel            | Episódio: "As Meninas"                                 |
| 2016 | Me Chama de Bruna                                  | Assis                      | Episódio: "20 de novembro"                             |
| 2017 | Manual para se Defender de Aliens, Ninjas e Zumbis | Camelô                     | Episódio: "12 de março"                                |
| 2018 | Onde Nascem os Fortes                              | Jurandir                   | Episódios: "23–30 de abril"                            |
| 2018 | Mil Dias                                           | Mauro                      |                                                        |
| 2019 | Feras                                              | Barbieri                   |                                                        |
| 2019 | Amor de Mãe                                        | Vicente Novaes             | Episódios: "28 de novembro–3 de janeiro"               |
| 2021 | Onde Está Meu Coração                              | Beto                       |                                                        |
| 2022 | As Seguidoras                                      | Charles Barollo            |                                                        |
| 2023 | Os Outros                                          | Elvis                      |                                                        |
| 2023 | Cangaço Novo                                       | Ameaço                     |                                                        |
| 2023 | Histórias (Im)Possíveis                            | Bruno                      | Episódio: "Levante"                                    |
| 2024 | Volta por Cima                                     | Renato Castilho (Baixinho) | Episódios: "30 de setembro–10 de outubro"              |
| 2025 | Volta por Cima                                     | Renato Castilho (Baixinho) | Episódio: "26 de abril"                                |
| 2025 | Guerreiros do Sol                                  | Hildebrando (Cheiroso)     |                                                        |
| 2025 | Três Graças                                        | [ 14 ]                     |                                                        |

### Cinema
| Ano  | Título                   | Personagem       | Notas |
| ---- | ------------------------ | ---------------- | ----- |
| 2013 | Amor, Plástico e Barulho | Rubi             |       |
| 2013 | Tatuagem                 | Paulete          |       |
| 2021 | Curral                   | Joel             |       |
| 2021 | O Auto da Boa Mentira    | Pero Vargas      |       |
| 2022 | Sujeito Oculto           | Hector Fao       |       |
| 2024 | Manas                    | [ 16 ]           |       |
| 2024 | A Vilã das Nove          | Paulo (Paulinho) |       |

## Prêmios e indicações
| Ano  | Prêmio                        | Categoria               | Trabalho | Resultado | Ref    |
| ---- | ----------------------------- | ----------------------- | -------- | --------- | ------ |
| 2013 | Festival do Rio               | Melhor Ator Coadjuvante | Tatuagem | Venceu    | [ 5 ]  |
| 2014 | Troféu APCA                   | Melhor Ator             | Tatuagem | Venceu    | [ 4 ]  |
| 2022 | Festival Sesc Melhores Filmes | Melhor Ator Nacional    | Curral   | Indicado  | [ 18 ] |